# سوسکچه‌های خرطوم‌دار آلسیدودس
سوسکچه‌های خرطوم‌دار آلسیدودس(نام علمی: Alcidodes) نام یک سرده از تیره سوسکچه‌های خرطوم‌دار است.

## گونه ها
- سوسکچه خرطوم‌دار آلبوسینکتوس Blanchard, 1853
- سوسکچه خرطوم‌دارالگانس Guérin-Méneville, 1838
- سوسکچه خرطوم‌دار اگزورناتوس Chevrolat, 1880
- سوسکچه خرطوم‌دار لئوکوسپیلوس Erichson, 1834
- سوسکچه خرطوم‌دار پوروسوس Faust, 1894
- سوسکچه خرطوم‌دار ریچتری Faust, 1892